# Olympische Sommerspiele 2000/Unabhängige Olympiateilnehmer
| Gelbes Symbol für Goldmedaillen mit stilisierten Olympischen Ringen | Graues Symbol für Silbermedaillen mit stilisierten Olympischen Ringen | Braundes Symbol für Bronzemedaillen mit stilisierten Olympischen Ringen |
| ------------------------------------------------------------------- | --------------------------------------------------------------------- | ----------------------------------------------------------------------- |
| —                                                                   | —                                                                     | —                                                                       |

Aus Osttimor gingen bei den Olympischen Sommerspielen 2000 in Sydney vier Athleten als unabhängige Olympiateilnehmer an den Start.

## Hintergrund
Nachdem sich die Bewohner Osttimors am 30. August 1999 in einer Volksabstimmung für die Unabhängigkeit ausgesprochen hatten und daraufhin das Land unter UN-Verwaltung gestellt worden war, wollte das Internationale Olympische Komitee so – noch vor Gründung des osttimoresischen Nationalen Olympischen Komitees – den Sportlern des Landes die Teilnahme an den Sommerspielen ermöglichen. Statt einer Nationalflagge trug Victor Ramos bei der Eröffnungsfeier die olympische Fahne.
Als Trainer und Teamchef fungierte der Kanadier Frank Fowlie.
Die vier Sportler der Delegation gingen in drei Sportarten an den Start.
|  |  |  |

## Teilnehmer nach Sportart

### Boxen
- Victor Ramos
Männer, Leichtgewicht – 60 kg: ausgeschieden in Runde 1 gegen Raymond Narh aus Ghana

### Gewichtheben
- Martinho de Araújo
Männer, Bantamgewicht – 56 kg: Finale: 157,5 kg (R: 67,5 kg, S: 90 kg) (→ 20.)

### Leichtathletik
- Agueda Amaral
Frauen, Marathon: Finale, 3:10:55 h (→ 43.)
- Calisto da Costa
Männer, Marathon: Finale, 2:33:11 h (→ 71.)